# روبرت سومر
روبرت سومر (بالألمانية: Robert Sommer)‏ هو أستاذ جامعي وعالم نفس وطبيب نفسي ألماني، ولد في 19 ديسمبر 1864 في Grodków ‏ في بولندا، وتوفي في 2 فبراير 1937 في غيسن في ألمانيا.